# 香月美夜
香月美夜（1月22日—）是日本女性小說家、散文作家。從中學二年級就開始寫小說。后通過推薦入學考試進入日本國立大學学习。毕业入职后由於工作繁忙，使她不得不暂停小說创作。但后来婚后成为家庭主婦，再加上自己的孩子進入幼兒園后，从而拥有了更多属于自己的時間，并继续开始小說的创作。自2013年以來，她便在小說發佈網站「成為小說家吧！」上發表了作品《小書痴的下剋上》並因此受到歡迎。

## 簡歷
2015年，她的作品在TOブックス中首次亮相。從2015年到2017年，她在圖書研究小組出版的雜誌上發表了一篇論文；自《小書痴的下剋上：為了成為圖書管理員不擇手段！》，在2017年完結（寫作時間：2013-2017年），然後在2019年的10月，该轻小说輕小說改編的動畫銷量不錯，也在2020年的4月也創下亮眼的成績。
自2013年9月在小說投稿網站「成為小說家吧」以網路小說形式連載，到2017年3月在第677話完結。小說從2015年1月開始由TOブックス發行單行本，椎名優作插圖。此書籍榮獲2018年～2019年「這本輕小說真厲害！」年度單行本排名第一名。於2019年3月宣佈TV動畫化，2020年7月宣佈製作TV動畫第三季。

## 作品列表
- 《小書痴的下剋上》（TOブックス《平裝書》2018年7月－連載中，插畫：椎名優）

## 註解
1. ↑  日本小説，全名為《小書痴的下剋上：為了成為圖書管理員不擇手段！》（本好きの下剋上〜司書になるためには手段を選んでられません〜）。屬於眾多異世界轉生題材的小說之一，敘述喜愛書本的主角意外身亡後，復甦在中世紀歐洲風格的奇幻世界中，利用現代知識努力製作書籍的故事。
2. ↑  . アニメ!アニメ!. 2019-03-08  [2020-04-12]. （原始内容存档于2019-03-30） （日语）. （页面存档备份，存于）

## 外部連結
- 香月美夜的X（前Twitter）